# Tropidosaura
Tropidosaura, del griego clasico τροπίς (tropís), "cresta", y σαῦρος (saûros), "lagarto", es un género de lagartos de la familia Lacertidae. Sus especies se distribuyen por Sudáfrica y Lesoto.

## Especies
Se reconocen las siguientes cuatro especies:
- Tropidosaura cottrelli Hewitt, 1925
- Tropidosaura essexi Hewitt, 1927
- Tropidosaura gularis Hewitt, 1927
- Tropidosaura montana (Gray, 1831)